# Giuseppe Zaniboni
Pour les articles homonymes, voir Zaniboni.
Giuseppe Zaniboni (né le 13 mars 1949 à Stagno Lombardo en Lombardie) est un joueur de football italien, qui jouait au poste de défenseur.

## Biographie
Formé par le club de sa ville natale de l'Unione Sportiva Cremonese, il fait ses débuts professionnels en Serie B avec le club de l'Atalanta qui l'achète au cours de la saison 1968-1969. C'est au cours de cette saison qu'il endosse le maillot azzurro avec les moins de 21 ans, sélectionné par Azeglio Vicini.
Il est ensuite acheté par la Juventus en 1970-1971, avec qui il ne dispute que 3 matchs en championnat et 6 au total (jouant son premier match le 13 septembre 1070 lors d'un succès 3-1 sur Arezzo en coupe), à cause d'une maladie diagnostiquée au début du championnat.
L'année suivante, il part jouer à l'Associazione Calcio Mantova pour reprendre confiance, avant d'ensuite retourner à la Juventus, qui remporte le scudetto 1972-1973, saison lors de laquelle il ne joue que quatre matchs de Coppa Italia mais aucun en championnat. 
Il est cédé à titre définitif en 1973-1974 à l'Associazione Calcio Cesena, avec qui il reste plusieurs saisons.
Il met un terme à sa carrière sous les couleurs du Forlì Calcio en Serie C1.